# Distretto di Grajewo
Il distretto di Grajewo (in polacco powiat grajewski) è un distretto polacco appartenente al voivodato della Podlachia.

## Geografia antropica

### Suddivisioni amministrative
Il distretto comprende 6 comuni.
- Comuni urbani: Grajewo
- Comuni urbano-rurali: Rajgród, Szczuczyn
- Comuni rurali: Grajewo, Radziłów, Wąsosz